# 関西社会経済研究所
財団法人 関西社会経済研究所（かんさいしゃかいけいざいけんきゅうじょ、Kansai Institute for Social and Economic Research (KISER)）はかつて存在したシンクタンク。

## 概要
- 所長： 稲田義久
- 所在地： 大阪市北区中之島6-2-27 中之島センタービル29階
- 調査研究テーマ
  - 関西活性化
  - 産業・社会の分析・構造問題の解決
  - 地方主権
  - 国の経済・財政運営、構造改革

## 沿革
- 2002年（平成14年）4月1日 - 関西経済研究センター（Kansai Economic Research Center 略称 : KERC）、関西産業活性化センター（Center for Industrial Renovation of Kansai 略称 : CIRK）、関西社会経済システム研究所（Socio-Economic Research Institute in Kansai）の統合により発足。
- 2011年（平成23年）12月1日 - 任意団体のアジア太平洋研究所と統合し、一般財団法人に移行。アジア太平洋研究所となる。

## 外部サイト
- 関西社会経済研究所 ※組織形態の移行後は、アジア太平洋研究所へのリダイレクトページとなっている。
- 一般財団法人 アジア太平洋研究所（公式サイト）